# 카카티야 왕조
카카티야(텔루구어: కాకతీయులు)는 12세기에서 14세기 사이에 오늘날의 인도의 동부 데칸 지역의 대부분을 지배했던 중세 인도의 텔루구계 왕조이다. 그들의 영토는 오늘날의 텔랑가나주, 안드라프라데시주의 대부분과 카르나타카주 동부, 타밀나두주 북부, 오디샤주 남부의 일부로 구성되었다. 그들의 수도는 오늘날 와랑갈로 알려진 오루갈루였다.
초기 카카티야 통치자들은 2세기 이상 라슈트라쿠타와 서찰루키아의 봉신 역할을 했다. 그들은 서기 1163년 텔랑가나 지역의 다른 찰루키아 부하들을 억압함으로써 프라타파루드라 1세의 통치하에 놓였다. 가나파티 데바(재위 1199–1262)는 1230년대 동안 카카티야 땅을 크게 확장시켰고 고다바리강과 크리슈나강 주변의 텔루구어를 사용하는 저지대 삼각주 지역을 카카티야의 지배 하에 놓았다. 가나파티 데바의 뒤를 이어 루드라마 데비(재위 1262–1289)가 즉위했는데, 그녀는 인도 역사상 몇 안 되는 여왕들 중 한 명이었다. 1289–1293년쯤 인도를 방문했던 마르코 폴로는 루드라마 데비의 통치와 본성을 아첨하는 말로 언급했다. 그녀는 야다바 왕조의 공격으로부터 카카티야 영토를 성공적으로 방어했다.
1303년, 델리 술탄국의 술탄 알라웃딘 할지는 카카티야 영토를 침략했고 왕조는 이를 방어해내는데 성공했지만, 1310년 와랑갈 포위 성공 이후, 프라타파루드라 2세는 델리에 매년 조공해야만 했다. 1323년 울루그 칸 (즉, 투글루크)의 또 다른 공격은 카카티야 군대에 의해 강력한 저항을 받았지만, 그들은 결국 패배했다. 카카티야 왕조의 종말은 무수리 나야크들이 다양한 텔루구 부족들을 통합하고 와랑갈을 델리 술탄국으로부터 되찾기 전까지 외국 통치자들 아래 한동안 혼란과 무정부 상태를 초래했다.
카카티야 왕조는 텔루구 땅의 독특한 고지대와 저지대 문화를 통합했고, 이것은 텔루구어를 사용하는 사람들 사이에 문화적 친밀감을 느끼게 했다. 카카티야 시대에는 또한 "탱크"라고 불리는 고지대에 관개를 위한 저수지의 건설도 보였는데, 이것들 중 많은 것들이 오늘날에도 여전히 사용되고 있다. 그들은 본질적으로 평등주의적이었고 출생에 관계없이 누구나 전사의 지위를 나타내는 나야카 칭호를 얻을 수 있었다. 그들은 농부들을 군대에 모집하여 새로운 전사 계급을 초래하고 사회적 이동을 제공했다. 카카티야 시대에는 또한 기존 방식을 개선하고 혁신한 독특한 양식의 건축물의 발전을 목격했다. 가장 주목할 만한 예로는 하남콘다의 천 개의 기둥 사원, 팔람펫의 라마파 사원, 와랑갈 요새, 골콘다 요새, 간푸르의 코타 굴루가 있다.

## 어원과 이름
역사학자 디네쉬찬드라 시르카르의 비문 및 주화 연구에 따르면, 당시에는 가족 이름의 표준 표기가 없었다. 변형된 형태로는 카카티야, 카카티야, 카키타, 카카티, 카카티야가 있다. 가족 이름은 종종 군주의 이름 앞에 붙어 카카티야-프라타파루드라와 같은 구성을 이루었다. 일부 군주들은 다른 이름도 가지고 있었다. 예를 들어, 벤카타와 벤카타라야는 프라타파루다 1세의 다른 이름일 수 있으며, 전자는 벤카타-카카티야 형태로 주화에 나타났다.
카카티야 비문에 따르면, 가족의 이름은 카카티라는 장소의 이름에서 유래했다. 가나파티 데바의 가라바파두 헌장에는 카리칼라 촐라가 사냥 원정 중에 닥쉬나파타로 갔다고 명시되어 있다. 이 원정 중에 카리칼라는 카카티에 도착하여 그곳에 야영지를 세웠다. 헌장의 다음 줄에는 두르자야가 카리칼라 촐라의 후손으로 언급되어 있다. 그러나 쿠마라스바미 소마피딘은 15세기에 비디아나타의 프라타파루드라-야쇼부샤남 또는 프라타파루드리야에 대한 주석에서 가족이 자신들의 수호신인 두르가의 한 형태인 카카티의 이름을 따서 명명되었다고 진술한다. 초기 카카티야 족장들이 자신들의 수호신 사당이 있는 카카티라는 장소에 거주했을 가능성이 있다.
힌두 신화 텍스트에는 그러한 두르가 형태가 언급되지 않지만, 카카티라는 이름의 여신 숭배는 다른 여러 출처에서 입증된다. 예를 들어, 발라바라야의 크리다-비라마무는 카카티야의 수도 오루갈루에 카카탐마("카카티 어머니")의 이미지가 있었다고 언급한다. 16세기 시탑 칸 비문에는 투루슈카족(튀르크족)에 의해 파괴되었던 여신 자간마트루카(우주의 어머니)의 이미지와 카카티라자(카카티야 왕국)의 연꽃 좌대가 재설치된 것이 언급되어 있다. 한 이론에 따르면, 카카티는 원래 자이나교 여신(아마도 파드마바티)이었고, 나중에 두르가의 한 형태로 간주되게 되었다.
가나파티-데바 치세의 바야람 연못 비문에는 카카티야 족장 벤나(서기 9세기경)가 카카티에 거주했기 때문에 그의 후손들이 카카티샤(카카티의 영주)로 알려지게 되었다고 명시되어 있다. 가나파티-데바의 가라바파두 헌장은 가족의 조상을 고대 안드라의 전설적인 족장이자 카리칼라 촐라의 후손인 두르자야까지 거슬러 올라간다. 카리칼라 촐라는 사냥 원정 중에 카카티라는 마을에 도착하여 그곳에 야영지를 세웠다. 카카티의 현대적 정체는 불확실하다. 여러 역사가들은 카르나타카의 현대 카카티 마을과 차티스가르주의 칸케르와 연결시키려 시도했다. 후대의 문학 작품인 싯데스와라-차리트라는 카카티야 가문의 조상들이 칸다라푸라(현대 칸다르와 동일시됨)에 살았다고 진술한다. 그러나 이 전통을 뒷받침하는 다른 증거는 없다. 나중에 카카티야의 수도 오루갈루(현재의 와랑갈)는 왕조의 일부 비문에 따르면 "카카티-푸라"("카카티 마을")라고도 불렸다.

## 자료

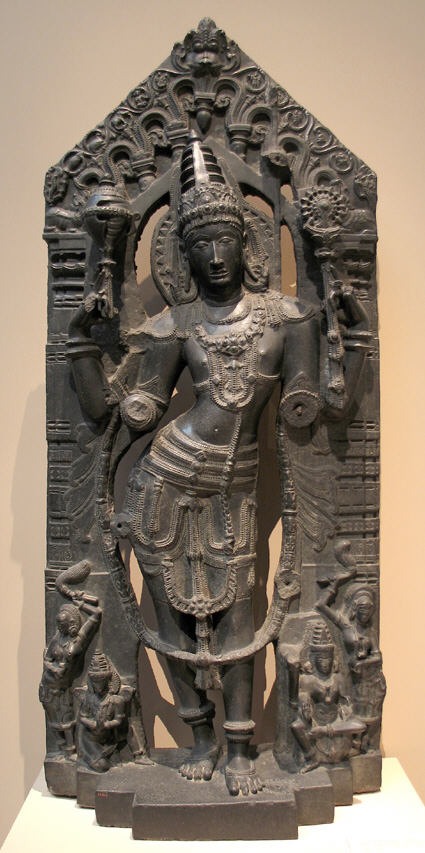
비슈누와 그의 탈것인 가루다, 그의 배우자인 락슈미, 그리고 시종들. 12~13세기, 카카티야 시대. 안드라프라데시주 칼리아니 지역, 인도

카카티야 시대에 대한 많은 정보는 약 1,000개의 석각 비문과 12개의 동판 비문을 포함한 비문에서 비롯된다. 이 비문들은 대부분 힌두교 사원에 대한 기부와 같은 종교 관련 사항을 기록하고 있다. 특히 왕조가 가장 번성했던 1175년에서 1324년 사이에 풍부하며, 이는 당시의 번성을 반영한다. 건물 노후화와 후대 통치자들, 특히 텔랑가나 지역의 이슬람 무굴 제국의 약탈로 인해 많은 비문이 유실되었을 가능성이 있다. 오늘날에도 비문이 계속 발견되고 있지만, 정부 기관은 새로운 사례를 찾는 것보다 이미 알려진 비문을 기록하는 데 집중하는 경향이 있다. 1978년에 P.V.P. 사스트리가 카카티야의 역사에 대해 저술하고 안드라프라데시 정부에서 출판한 책도 자료 중 하나를 구성한다. 카카티야 왕 프라타파루드라의 타밀어 석각 비문이 안드라프라데시 프라카삼의 모투팔리에서 발견되었다.
카카티야 시대에 대한 정보는 카카티야 시대와 후기 카카티야 시대에 쓰여진 산스크리트어와 텔루구어 문학 작품에서도 얻을 수 있다. 이들 작품 중 가장 주목할 만한 것은 《프라타파루드리얌》, 《크리다-비라마무》, 《판디타라디아-차리타무》, 《시바요가사라무》, 《니티사라》, 《니티-샤스트라-묵타발리》, 《누르티야-라트나발리》, 《프라타파-차리타》, 《싯데스와라-차리트라》, 《소마데바-라지야무》, 《팔나티비라-차리트라》, 《벨루고티바리-밤사발리》, 《벨루고티바리-밤사차리트라》 등이다. 이슬람 작가인 이사미와 피리쉬타의 연대기에는 프라타파루드라가 이슬람 군대에 패배한 내용이 묘사되어 있다. 칸나다어 문헌인 《쿠마라-라마나-차리트라》 또한 프라타파루드라와 캄필리 왕국의 관계에 대한 정보를 제공한다.
비문과 문헌 외에도, 카카티야 시대에 건설된 요새, 사원, 저수지는 당시 사회, 예술 및 건축에 대한 중요한 정보원이 된다.

## 역사

### 기원
가나파티 데바의 가라바파두 비문과 파칼 비문에 따르면, 카카티야 통치자들은 전설적인 족장 또는 통치자인 두르자야에게서 조상을 추적했으며, 그는 유명한 초기 촐라 왕 카리칼라 촐라의 후손으로 언급된다. 안드라의 다른 많은 통치 왕조들도 두르자야로부터 후손을 주장했다. 이 족장에 대해서는 더 알려진 바가 없다.
카카티야 기록의 대부분은 가족의 바르나 (사회 계층)를 언급하지 않지만, 언급하는 대부분의 기록에서는 그들을 수드라라고 자랑스럽게 묘사한다. 예를 들어, 가나파티의 장군 말리알라 군다 세나니의 보트푸르와 바다마누 비문이 있다. 카카티야는 또한 코타와 나타바디 족장들과 같은 다른 수드라 가족들과 혼인 관계를 유지했다. 이 모든 증거는 카카티야가 수드라 출신임을 나타낸다.
카카티야 가문의 일부 동판 비문은 그들을 크샤트리야 (전사) 바르나에 속한다고 묘사한다. 이 비문들은 주로 브라만에게 부여한 보조금을 기록하며, 제국 촐라의 계보에서 영감을 받은 것으로 보인다. 예를 들어, 가나파티의 모투팔리 비문은 카카티야 가문의 조상인 두르자야의 조상들 가운데 라마와 같은 전설적인 태양 왕조 왕들을 언급한다. 카카티야 통치자 가나파티-데바와 루드라마-데비의 스승인 비스베스와라 시바차리야의 말카푸람 비문 또한 카카티야와 태양 왕조(수리야밤사)를 연결한다. 이러한 찬양적인 기록에서 "크샤트리야"라는 용어는 실제 바르나보다는 가문의 전사적 자질을 의미하는 것으로 보인다.

### 라슈트라쿠타와의 관계

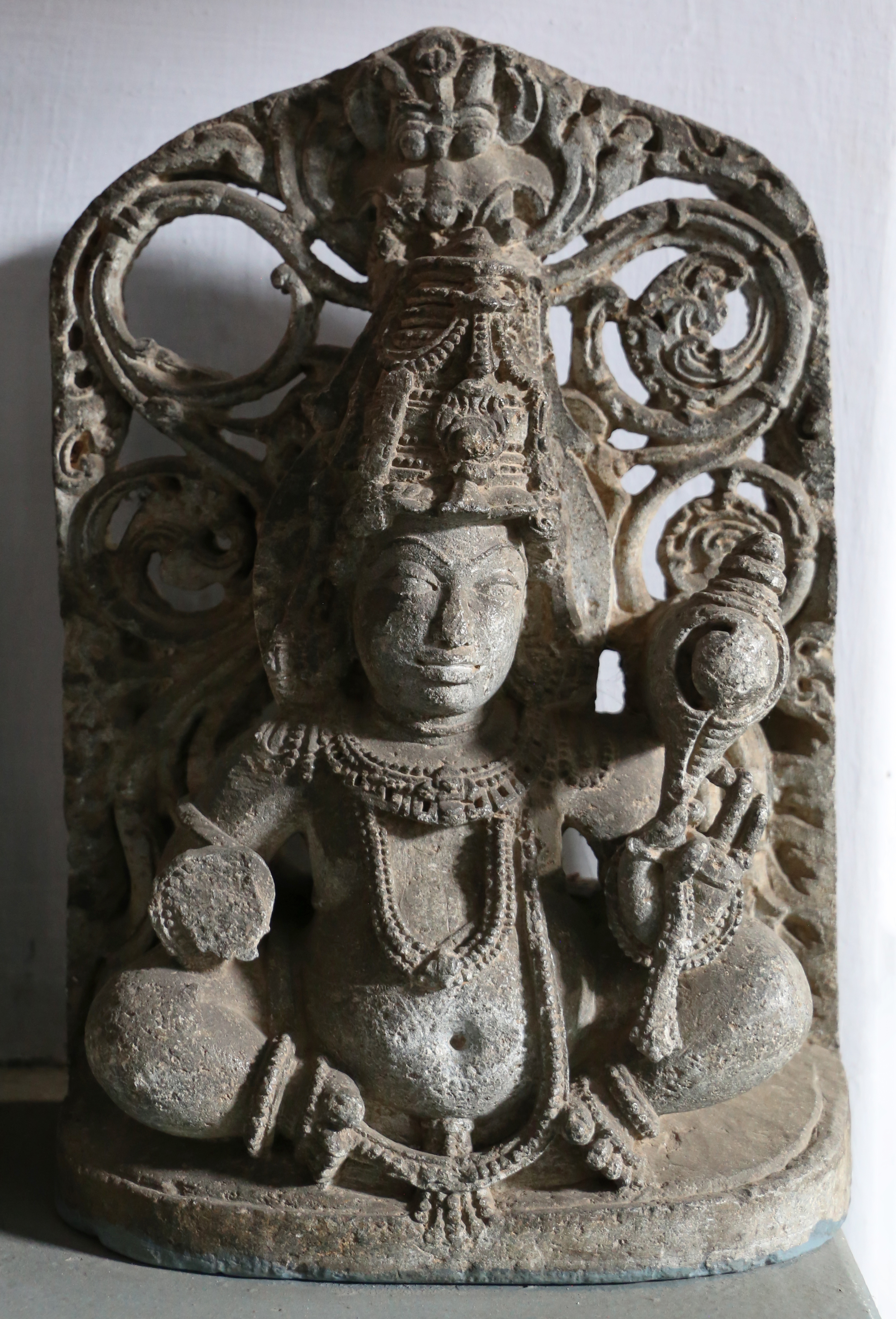
쿠베라, 호이살라-카카티야 시대, 서기 1100-1350년.

망갈루와 바야람 비문의 해석에 따르면, 카카티야는 단순한 라슈트라쿠타의 봉신이 아니라 라슈트라쿠타 가문의 한 분파였다.
956년의 망갈루 비문은 벵기 찰루키야 왕자 다나르나바가 카카티야 족장 군다 4세의 요청으로 발표했다. 이 비문에는 군디야나의 조상으로 군디야-라슈트라쿠타(군다 3세)와 에리야-라슈트라쿠타(에라)가 언급되어 있다. 이는 군다 4세가 라슈트라쿠타의 장군이었으며, 일부 초기 역사가들이 추정했던 벵기 찰루키야의 부하가 아니었음을 시사한다.
가나파티의 여동생 마일라마(또는 마일람바)가 다르마-키르티-사무드라 연못을 건설한 것을 기록한 바야람 연못 비문은 또 다른 계보 목록을 제공한다. 망갈루와 바야람 비문 목록에 언급된 이름들의 유사성은 이 두 기록이 동일한 가문을 지칭함을 시사한다.
| 망갈루 기증 비문           | 바야람 연못 비문     |
| -------------------------- | -------------------- |
| 카카티야 가문              | 두르자야 가문        |
|                            | 벤나-니리파          |
| 군디야 라슈트라쿠타        | 군다 1세             |
|                            | 군다 2세             |
|                            | 군다 3세             |
| 에리야 라슈트라쿠타        | 에라                 |
| 베티야 (반디아남바와 결혼) |                      |
| 카카르티야 군디야나        | 핀디-군다 (군다 4세) |

초기 카카티야 족장들의 이름에 붙은 "라슈트라쿠타" 접미사의 의미는 논쟁의 여지가 있다. 한 이론에 따르면, 이 접미사는 족장들이 라슈트라쿠타의 부하임을 의미할 뿐이다. 이 이론은 라슈트라쿠타-쿠툼비나라는 구절이 여러 라슈트라쿠타 시대 동판 비문에 나타나며, 라슈트라쿠타 왕국의 관리 및 백성을 지칭하기 때문이라는 것이다.
다른 이론에 따르면, 이 접미사는 카카티야가 라슈트라쿠타 가문의 한 분파임을 의미한다. 왜냐하면 라슈트라쿠타-쿠툼비나라는 용어는 라슈트라쿠타 행정부에 고용된 관리들에게 사용되었고, 봉신 족장들에게는 사용되지 않았기 때문이다. 초기 카카티야 족장들의 기록은 그들을 사만타 (봉신 족장)로 묘사한다. 카지페트 다르가 비문에 따르면, 두르가라자의 아버지 베타 2세는 사만타 비슈티 가문에서 태어났다고 한다. 역사학자 P.V.P. 사스트리는 "비슈티"가 라슈트라쿠타족 중 일부가 자신들의 혈통을 주장했던 씨족 이름인 브리슈니의 변형이라고 추정한다. 그는 라슈트라쿠타 출신 족장들 중 일부가 "비티-나라야나"라는 칭호를 사용했는데, 이는 "비티(브리슈니) 가문의 나라야나(크리슈나)만큼 위대하다"는 의미라고 지적한다. 사스트리는 또한 망갈루 비문에 나오는 "보디-쿨라"("보디 가문")라는 구절의 "보디"가 "비슈티"와 동일할 수 있다고 주장한다. 사스트리는 또한 초기 카카티야 족장들이 자이나교를 따랐으며, 이는 라슈트라쿠타족도 후원했던 종교였기 때문에 두 왕조가 연결되었다는 견해를 강화한다고 믿는다 (아래 종교 절 참조).
카카티야는 가나파티-데바의 에캄라나트 사원 비문, 카카티야 장군 레차르라 루드라의 팔람페트 비문, 비디아나타의 프라타파루드리야에 의해 입증된 바와 같이 신화 속 새인 가루다를 왕실 상징으로 채택한 것으로 보인다. 바야람 연못 비문은 카카티야 족장 베타 1세(군다 4세의 아들)를 가루담카-베타라고 부르며, 여기서 "가루다"는 가문의 상징을 나타내는 것으로 보인다. 힌두 신화에서 가루다는 신 비슈누의 바하나이다. 라슈트라쿠타와 데칸의 다른 왕조들은 브리슈니 씨족(비슈누의 아바타라인 크리슈나와 관련됨)의 후손이라고 주장하며 가루다를 왕실 상징으로 채택했다. 사스트리에 따르면, 이는 카카티야가 라슈트라쿠타 가문과 관련이 있다는 이론을 뒷받침한다. 사스트리는 더 나아가 카카티야가 자이나교의 영향으로 가루다 상징을 채택했을 수 있다고 추측한다. 자이나교의 티르탕카라 샨티나타의 야크샤는 가루다 상징으로 표현되기 때문이다. 그러나 카카티야가 칼리야니 찰루키아에 충성을 바꾸면서 찰루키야가 사용했던 바라하 상징도 채택했다.
가나파티-데바의 가라바파두 비문에 카리칼라 촐라가 가문의 조상으로 언급된 것을 바탕으로, 비문학자 C.R.K. 찰루는 카카티야가 텔루구 촐라스의 한 지류라고 이론화했다. 그러나 다른 카카티야 기록에는 카리칼라가 언급되지 않으며, 텔루구 촐라스와 달리 카카티야는 카샤파-고트라에 속한다고 주장하지 않았다. 따라서 사스트리는 찰루의 이론을 근거 없다고 일축한다.

### 초기 봉신 족장들
초기 카카티야 가문의 통치 연대는 확실하지 않다. 가장 초기 알려진 카카티야 족장은 벤나 또는 반나(재위 서기 800-815년경)로, 그는 고대 안드라의 전설적인 족장인 두르자야의 후손을 주장했다. 카카티야 비문에 따르면, 그는 카카티라는 마을에서 통치했으며, 이 때문에 그의 가문은 카카티샤(카카티의 영주)라고 불렸다. 서기 815-865년경에 통치했던 그의 후계자인 군다 1세와 군다 2세에 대해서는 많이 알려진 바가 없다. 바야람 연못 비문은 그의 후계자들 - 군다 1세, 군다 2세, 군다 3세 -을 세 명의 라마(파라슈라마, 다샤라타-라마, 발라라마)에 비유한다.
서기 956년경 망갈루 비문은 카카티야가 라슈트라쿠타 군대의 지휘관으로서 텔루구어 사용 지역에 왔음을 시사한다. 이들 중 가장 초기의 인물은 벤나의 아들 군다 3세로, 그는 895년경 크리슈나 2세의 벵기 찰루키야 왕국 침략 중에 사망했다. 크리슈나 2세는 벵기 찰루키야로부터 쿠라바디 (아마도 현재의 쿠라비) 지역을 점령했고, 아마도 군다 3세의 아들 에라를 그곳의 총독으로 임명했을 것이다. 에라의 아들 베티야에 대해서는 많이 알려진 바가 없다.
라슈트라쿠타의 봉신으로서 베티야의 아들 군다 4세 (재위 서기 955-995)는 벵기 찰루키야 왕자 다나르나바가 왕위 계승 분쟁 후 왕위에 오르는 것을 도왔다. 973년, 라슈트라쿠타 제국이 붕괴하고 다나르나바가 살해된 후, 그는 쿠라비에서 독립적인 공국을 세우려 시도했다. 그가 쿠라비에서 쫓아냈던 무두곤다 찰루키야는 라슈트라쿠타로부터 권력을 찬탈했던 칼리야니 찰루키아에게 도움을 요청했다. 칼리야니 찰루키야 군대는 아마도 군다 4세를 패배시키고 죽였을 것이다. 그의 아들 베타 1세 (재위 서기 1000-1052년경)는 칼리야니 찰루키야의 종주권을 받아들였고, 그들로부터 나중에 카카티야의 수도가 된 아누마콘다(현대의 하남콘다)의 봉토를 받았다. 그는 소메쉬바라 1세의 통치 기간 동안 촐라족에 대한 찰루키야의 캠페인에서 두각을 나타냈다.
베타 1세의 아들 프롤라 1세 (재위 c. 1052-1076)는 여러 찰루키야 군사 작전에 참여했고, 지역 족장들을 물리쳐 아누마콘다 주변의 카카티야 통제권을 강화했으며, 아누마콘다를 세습 봉토로 얻었다. 찰루키야 왕은 그의 아들 베타 2세 (재위 c. 996-1051)에게 삽비-1000주(1000개 마을로 구성된 역사적인 삽비-나두 지역으로, 베물라바다가 중심지)를 부여했다. 그의 뒤를 이어 그의 아들들, 먼저 두르가라자, 그리고 프롤라 2세(재위 서기 1116–1157년경)가 통치했다.
라슈트라쿠타의 권력이 쇠퇴한 후, 카카티야는 칼야니 찰루키야의 봉신이 되었다. 12세기에 찰루키아의 권력이 쇠퇴한 후, 그들은 텔랑가나 지역의 다른 찰루키야 봉신들을 억압함으로써 주권을 획득했다.

### 주권 왕조 시기

#### 프라타파루드라 1세
사스트리에 따르면, 프라타파루드라 1세는 서기 1158년경에서 1195년 사이에 통치했으며, 시르카르는 1163–1195년이라는 통치 기간을 제시한다. 그는 또한 루드라 데바, 카카티야 루드라데바, 벤카타, 벤카타라야로도 알려져 있다. 그는 프롤라 2세의 아들이었는데, 프롤라 2세는 쇠퇴하는 서부 찰루키아 제국의 동부 지역에 대한 카카티야의 영향력을 확대하려 노력했으며, 이 과정에서 1157/1158년경 벨라나티 촐라 통치자 곤카 2세와의 전투에서 사망했다. 1163년, 프라타파루드라의 통치 기간 동안 카카티야는 찰루키야의 봉건 족장 지위를 끝냈다고 선언했다. 이때부터 비문이 이전까지 사용되던 칸나다어 대신 카카티야 족장들의 텔루구어로 쓰여졌다는 점이 주목할 만하다.
마하데바는 프라타파루드라 1세의 뒤를 이어 왕이 되었으며, 아마도 1195년부터 1199년까지 통치했을 것이다.

#### 가나파티
13세기 동안 야다바와 호이살라 왕조가 언어적으로 관련된 지역을 장악했듯이, 카카티야도 가나파티의 통치하에 그렇게 했다. 그는 또한 가나파티 데바로도 알려져 있으며, 사스트리에 따르면 1199년부터 1262년까지 통치했으며, 시르카르는 1199년에서 1260년까지의 통치 기간을 제시한다. 그는 1230년대에 왕조의 전통적인 텔랑가나 지역 외부로 일련의 공격을 감행하여 카카티야 영토를 크게 확장했으며, 따라서 고다바리강과 크리슈나강 주변의 텔루구어권 저지대 델타 지역을 카카티야의 통제하에 두었다. 역사가 리처드 이튼은 이 세 왕조 모두의 결과는 "지역 초월적인 정체성 형성 및 공동체 건설 과정을 촉진했다"고 말한다.
가나파티가 영토를 확장하는 동안 1195년에 설립된 오루갈루의 카카티야 수도는 잊혀지지 않았다. 그는 도시 주변에 거대한 화강암 성벽을 건설하도록 지시했으며, 내부에서 성곽에 쉽게 접근할 수 있도록 설계된 경사로도 갖추었다. 해자와 수많은 보루도 건설되었다.
가나파티는 왕조의 경제를 강화하기 위해 힘썼다. 그는 상인들이 해외 무역을 하도록 장려했으며, 정해진 관세 외에는 모든 세금을 폐지하고 멀리까지 여행하는 위험을 감수하는 상인들을 지원했다. 그는 인공 파칼 호수를 조성했다.

#### 루드라마데비

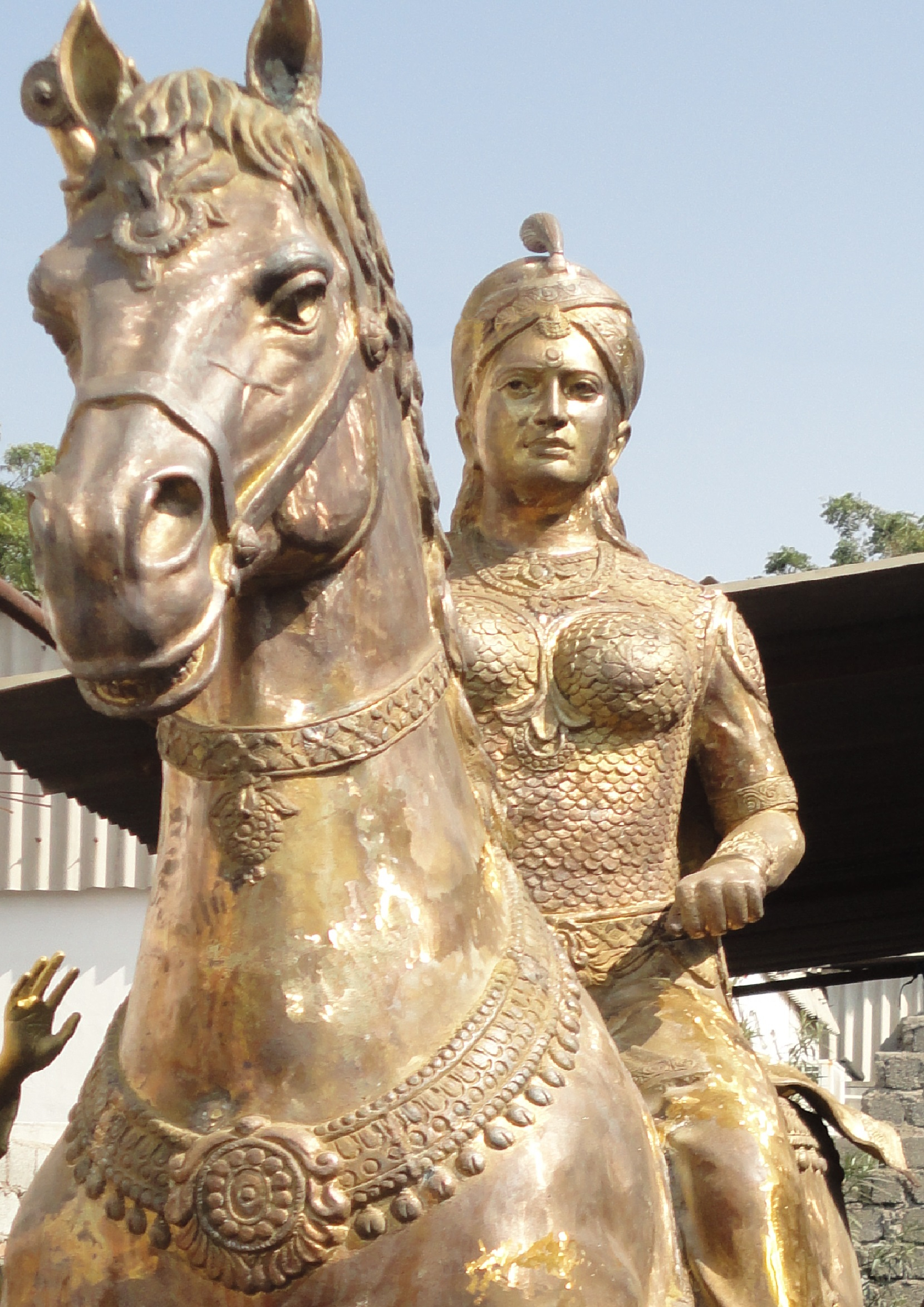
루드라마데비의 동상.

루드라마데비는 1262년에서 1289년 사이 (다른 날짜: 1261년–1295년)에 통치했으며, 인도 역사상 몇 안 되는 여왕 중 한 명이다. 그녀가 가나파티의 미망인인지 딸인지에 대해서는 자료마다 의견이 다르다.
인도를 아마도 1289년에서 1293년 사이에 방문했던 마르코 폴로는 루드라마데비의 통치와 성품을 칭찬하는 어조로 기록했다. 그녀는 수도의 계획된 요새화를 계속하여 가나파티의 성벽 높이를 올리고, 지름 1.5 마일 (2.4 km)에 150 피트 (46 m) 너비의 해자를 추가한 두 번째 흙 막벽을 추가했다.
파편적인 칸나다어 비문에는 카카티야 장군 바이라바가 야다바 군대를 아마도 1263년 또는 그 이후에 패배시켰다고 기록되어 있는데, 이는 마하데바의 침략을 격퇴한 것을 의미할 수 있다. 마하데바의 주화에는 야다바 상징과 함께 카카티야 상징인 바라하가 새겨져 있는데, 이 바라하는 카카티야의 승리를 기념하기 위해 마하데바의 주화에 새겨졌을 수 있다.
루드라마는 그녀의 아버지가 그 목적을 위해 선택한 니라다볼루의 동찰루키야 왕자 비라바드라와 결혼했다. 아들을 후계자로 두지 못했던 루드라마는 팽창주의자 술탄 알라웃딘 할지가 데칸에 침입하여 조만간 카카티야를 공격할 수도 있다는 사실이 명백해지자 그녀의 손자에게 왕위를 물려주었다.

#### 프라타파루드라 2세
루드라마 데비의 후계자인 프라타파루드라 2세의 가장 초기의 전기는 16세기부터 시작되는 《프라타파루드라 차리트라무》이다. 그의 통치는 1289년(다른 날짜: 1295년)에 시작하여 왕조가 1323년에 멸망하면서 끝났다. 이튼은 이를 데칸의 정치 형태가 지역 왕국에서 18세기 영국 동인도 회사가 도착할 때까지 지속된 초지역적 술탄국으로 변화한 "더 큰 이야기의 첫 장"이라고 묘사한다.

### 쇠퇴

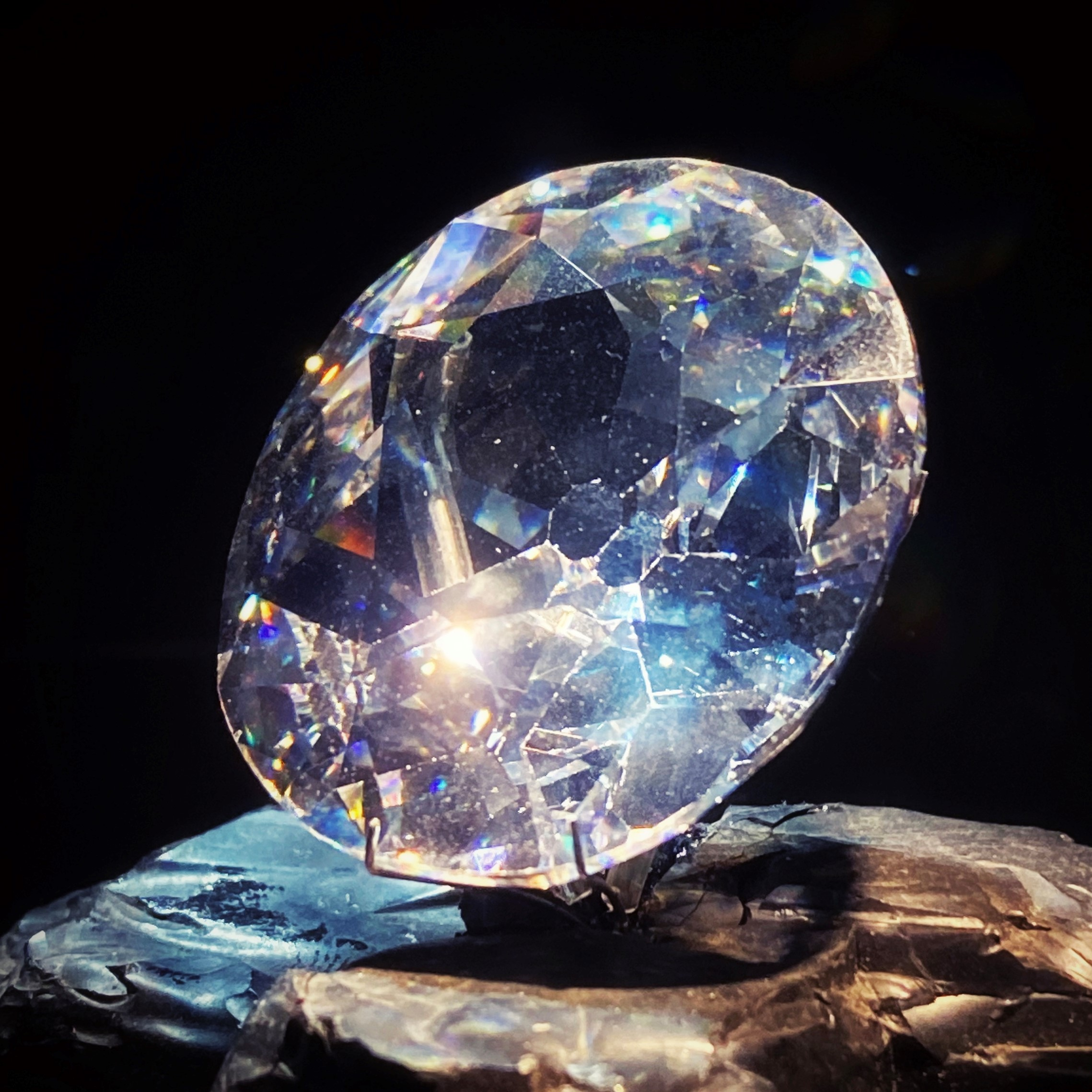
코이누르 다이아몬드 복제품. 이 다이아몬드는 원래 카카티야 왕조의 소유였다.

카카티야 왕국은 약탈 가능성 때문에 델리 술탄국의 통치자 알라웃딘 할지의 주목을 받았다. 카카티야 왕국에 대한 첫 침략은 1303년 델리의 인도 무슬림 와지르 누스라트 칸 잘레사리의 조카인 말리크 차주와 파크루딘 자우나에 의해 이루어졌는데, 우파라팔리 전투에서 카카티야 군대의 저항으로 인해 재앙으로 끝났다. 1309년 구자라트 장군 말리크 카푸르는 프라타파루드라가 델리 술탄국의 종주권을 받아들이도록 강요하려 시도했다. 카푸르는 1310년 2월에 성공적으로 끝난 오루갈루에 대한 한 달간의 포위 공격을 조직했다. 프라타파루드라는 자신의 새로운 종속적 지위를 보여주기 위한 다양한 상징적인 복종 행위를 강요받았지만, 알라웃딘의 계획대로 그는 지역 통치자 자리에서 물러나지 않고 이후 델리에 매년 조공을 바치도록 강요받았다. 아마도 이때 코이누르 다이아몬드가 20,000마리의 말과 100마리의 코끼리와 함께 카카티야의 소유에서 알라웃딘의 소유로 넘어갔을 것이다.
1311년 프라타파루드라는 남부 판디아 제국을 공격한 술탄국 군대의 일부가 되었고, 그는 이 기회를 이용하여 자신의 지위가 하락한 것을 독립의 기회로 여겼던 넬로르의 일부 봉신들을 진압했다. 그러나 1318년에는 델리에 연간 조공을 바치지 못했는데, 이는 여행 중에 공격받을 가능성이 있어 불가능하다고 주장했기 때문이다. 후임 술탄 무바라크 샤는 그의 또 다른 구자라트인 장군인 쿠스라우 칸을 오루갈루로 보냈는데, 이 부대는 트레뷰셋과 같은 이전에 그 지역에서 볼 수 없었던 기술로 무장하고 있었다. 프라타파루드라는 다시 한 번 항복해야 했다. 이때 그의 복종은 오루갈루 성벽에서 델리를 향해 절을 하는 매우 공개적인 행사를 포함하도록 술탄국에 의해 조직되었다. 그의 연간 조공액은 100마리의 코끼리와 12,000마리의 말로 변경되었다.
새로운 협정은 오래가지 못했다. 델리에서 할지 왕조가 몰락하고 펀자브 태생의 기야스웃딘 투글루크가 술탄으로 즉위하는 격변이 일어나는 동안, 프라타파루드라는 1320년에 다시 독립을 주장했다. 투글루크는 그의 아들 자우나 칸을 보내 1321년에 저항하는 카카티야 왕을 물리치도록 했다. 칸의 군대는 왕의 죽음에 대한 소문으로 인해 많은 장교들이 군대를 떠나면서 내부 불화로 갈라졌다. 이로 인해 이번 공성전은 이전의 몇 주가 아닌 훨씬 더 오래 – 6개월 – 지속되었다. 공격자들은 초기에 격퇴되었고 칸의 군대는 데바기리로 후퇴하여 재정비했다. 프라타파루드라는 그의 곡물 창고를 대중 축제를 위해 개방함으로써 명백한 승리를 축하했다. 칸은 1323년에 재활성화되고 보강된 군대와 함께 돌아왔고, 보급품이 거의 남지 않은 프라타파루드라는 5개월간의 포위 공격 끝에 항복할 수밖에 없었다. 준비되지 않고 전투에 지친 오루갈루 군대는 결국 패배했고, 오루갈루는 술탄푸르로 개명되었다. 여러 현대 및 근현대 기록을 종합해 볼 때, 프라타파루드라는 델리로 압송되던 중 나르마다강 근처에서 자살했을 가능성이 높다.

## 특성

### 지리
카카티야의 본거지는 데칸고원 북부 텔랑가나의 건조한 고지대에 있는 오루갈루 시였다. 그곳에서 그들은 벵골만으로 흘러드는 고다바리강과 크리슈나강 사이의 강 유역인 코스탈 안드라로 영향력을 확장했다. 라오와 슐만에 따르면, 후자는 브라만의 비율이 높았고, 전자는 "농민, 장인, 전사"의 거점이었다. 카카티야 시대에는 문화적 혁신이 종종 고지대에서 시작되어 저지대에서 세련된 후 다시 데칸으로 순환되었다. 이러한 양방향 문화 흐름은 이전에 존재하지 않았던 텔루구어를 사용하는 사람들 사이에 문화적 친밀감을 형성시켰다. 상이한 고지대와 저지대 문화의 통합은 제국에 대한 충성을 통해 여러 지역의 강력한 인물들을 결속시키는 과정을 통해 달성된 그들의 가장 중요한 정치적 업적이었다.
카카티야의 영토는 가나파티데바의 통치 기간인 13세기경에 정점에 달했다. 이 시기 남인도와 데칸은 본질적으로 네 개의 힌두 군주국의 지배하에 있었으며, 카카티야는 그 중 하나였다. 이 네 왕조는 끊임없이 서로 전쟁을 벌였으며, 카카티야는 결국 서쪽 아나곤디 근처에서 북동쪽 칼리야니까지, 그리고 남부 오리사의 카네이와 간잠 지역까지 통제권을 행사했다.

### 건축

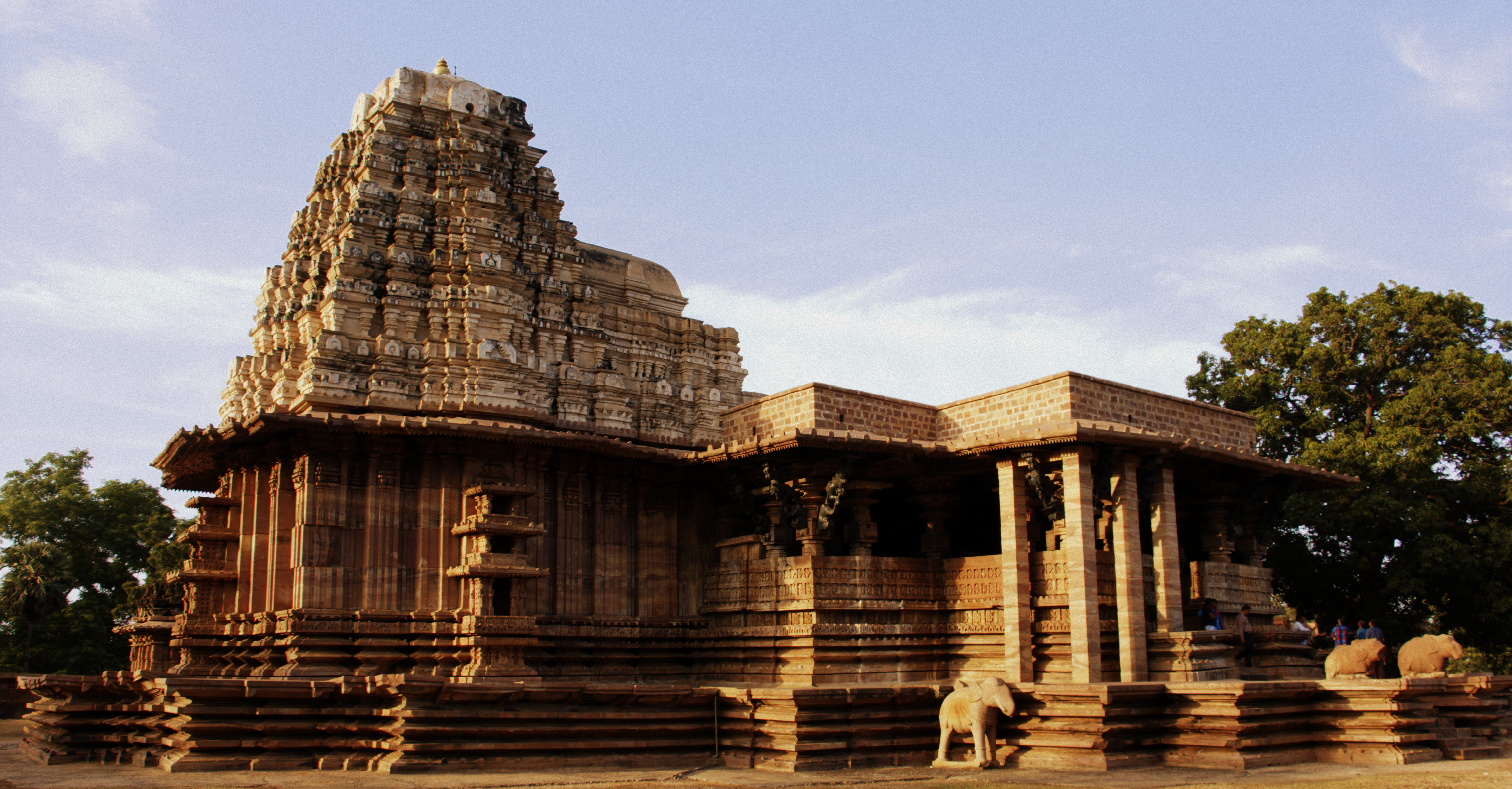
13세기 텔랑가나주의 라마파 사원.

왕조 시대의 주목할 만한 경향은 고지대에 관개용 저수지를 건설하는 것이었다. 카카티야에 종속된 전사 가문들은 약 5000개의 저수지를 건설했다. 이는 인구 밀도가 낮은 건조 지역의 개발 가능성을 극적으로 변화시켰다. 파칼과 라마파의 대규모 저수지를 포함한 이러한 건축물 중 많은 수가 오늘날에도 사용되고 있다.
왕조의 또 다른 주목할 만한 건축적 특징은 사원과 관련이 있다. 왕조가 출현하기 전에도 인구 밀도가 높은 삼각주 지역에는 크고 잘 확립되고 잘 기부된 힌두교 예배 장소가 있었지만, 기원과 자금 조달 면에서 더 작고 국제적이지 않은 고지대 사원은 카카티야 시대까지 존재하지 않았다. 브라만이 많았던 저지대에서는 사원들이 국내외 무역 목적의 사회적 네트워크 구축과 경쟁에 직면한 방목권 확보 욕구로부터 오랫동안 혜택을 받았다. 고지대에서는 건물 기부가 종종 저수지 건설 및 지속적인 유지 관리와 관련되어 있었고, 정치적 위계에 기반한 다른 유형의 네트워크를 가능하게 했다. 내륙 농업 사회가 수와 위치면에서 빠르게 성장함에 따라, 사원에 토지를 기부하고 예배에 참석하는 것을 통해 부분적으로 달성된 이러한 위계의 강화가 필요했다.

### 사회
신시아 탤벗의 연구가 선두에 섰던 비문 분석과, 식민지 이전 인도를 경건하고 정적인 사회로 묘사하며 카스트 제도의 엄격한 제약을 받았다고 주장했던 베다 힌두교의 전통적인 연구 사이에는 불일치가 있다. 영국 식민지 행정가들은 후자의 연구에서 매력적인 점을 많이 발견했지만, 안드라프라데시의 카카티야 비문은 훨씬 더 넓은 범위의 사회와 사건을 묘사하며, 현실이 이상적인 이미지와는 훨씬 더 유동적이고 매우 달랐음을 시사한다.
카스트 자체는 사회적 식별자로서 중요성이 낮았던 것으로 보인다. 카카티야 왕조의 바르나 계급에 대한 일관성이 부족했다. 대부분의 비문에서는 바르나 소속이 명시되지 않았다. 명시된 몇몇 경우에서는 대부분 크샤트리야로 기록되었다. 그러나 소수의 비문에서는 그들을 크샤트리야로 묘사하려고 시도했다. 출생에 관계없이 누구든지 전사 신분을 나타내는 나야카 칭호를 얻을 수 있었고, 실제로 그렇게 했다. 카카티야 사회가 자티의 의미에서 카스트 신분을 크게 중요하게 여겼다는 증거도 거의 없다. 직업은 사회적 지위를 나타내는 중요한 지표였지만, 비문은 사람들이 출생에 따라 직업에 얽매이지 않았음을 시사한다.
인구는 지리적으로 더욱 정착되었다. 농업인 계급의 성장은 이전에 유목민이었던 많은 부족민들을 흡수했다. 정치와 군사의 연계는 이 시대의 중요한 특징이었으며, 카카티야가 농민들을 군대에 모집한 것은 새로운 전사 계급을 창출하고 사회 이동성을 발전시키며 왕조의 영향력을 이전에 접근하기 어려웠던 왕국 지역으로 확장하는 데 크게 기여했다. 카카티야 왕들, 특히 마지막 두 왕은 평등주의적 정신을 장려했다. 왕조 이전에 존재했던 뿌리 깊은 귀족 계급은 그들의 권력이 쇠퇴하는 것을 목격했다. 왕이 이전에 귀족의 소유였던 토지를 낮은 신분의 사람들에게 하사한 것은 이러한 희석에 큰 영향을 미쳤다.

## 종교
역사가 P.V.P. 사스트리는 초기 카카티야 족장들이 자이나교 신봉자였다고 주장한다. 싯데스와라-차리타의 이야기에 따르면, 카카티야 왕조의 조상인 마다바바르만은 여신 파드마크시의 은혜로 군사력을 얻었다. 또 다른 봉건 족장 가문인 폴라바사의 1123년 고빈다푸람 자이나교 비문에는 그들의 조상 마다바바르만이 자이나교 여신 야크셰스와리의 은혜로 군사력을 얻었다는 유사한 기록이 담겨 있다.
전승에 따르면, 프롤라 2세는 비라하비테가 되었고, 칼라무카 스승 라메스와라 판디타로부터 입문하여 시바파를 가문의 종교로 확립했다. 후기 카카티야 왕들의 시바파 계열 이름(예: 루드라, 마하데바, 하리하라, 가나파티) 또한 시바파로의 전환을 나타낸다. 이는 사스트리에 따르면, 초기 카카티야 족장들이 자이나교도였다는 이론을 강화한다.

## 계보
다음 카카티야 가문 구성원들은 비문 증거를 통해 알려져 있다. 통치자들은 달리 명시되지 않는 한 이전 통치자의 자녀이다.

### 봉신 족장
- 니리파 벤나, 두르자야 가문에서 태어남 (재위 서기 800-815년경)
- 군다 1세 (재위 서기 815년경-?)
- 군다 2세 (재위 서기 ?-865년경)
- 군다 3세 (900년 이전 사망)
- 니리파 에라
- 베티야
- 니리파 군다 4세 (핀디-군다) (재위 서기 955-995년경)
- 니리파 베타 1세 (가루다 베타) (재위 서기 996-1051년경)
- 프롤라 1세 (재위 서기 1052-1076년경)
- 베타 2세 (트리부바나말라) (재위 서기 1076-1108년경)
- 두르가라자 (트리부바나말라) (재위 서기 1108-1116년경), 베타 2세의 아들
- 프롤라 2세 (재위 서기 1116-1157년경), 베타 2세의 아들, 무파마와 결혼
  - 그의 자녀로는 루드라, 마하데바, 하리하라, 가나파티, 레폴라 두르가가 있다.

### 주권 통치자
- 루드라 (재위 서기 1158-1195년경), 프롤라 2세의 아들, 1163년에 주권자가 됨
- 마하데바 (재위 서기 1196-1199년경), 프롤라 2세의 아들, 바야마와 결혼
  - 가나파티-데바, 마일람바, 쿤담바를 포함한 세 자녀가 있었다
- 가나파티-데바 (재위 서기 1199-1262년경), 소마라-데비와 결혼
  - 가나팜바 (코타 베타와 결혼)와 루드라마-데비를 포함한 두 자녀가 있었다
- 루드라마-데비 (재위 서기 1262-1289년경), 찰루키야 비라바드라와 결혼
  - 뭄마담바 (카카티 마하데바와 결혼), 루드라마 (야다바 왕자 엘라나-데바와 결혼), 루이얌마 (인둘루리 안나야-만트리와 결혼)를 포함한 세 자녀가 있었다
- 프라타파루드라-데바 (재위 서기 1289-1323년경), 뭄마담바의 아들, 때때로 델리 술탄국의 조공국

## 유산

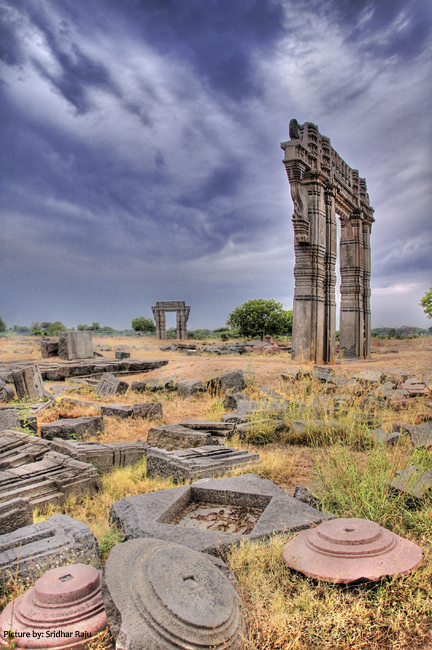
카카티야 칼라 토라남 (와랑갈 문) 유적.

투글루크의 이 지역 통치는 약 10년밖에 지속되지 않았다. 카카티야 왕조의 몰락은 술탄국에 대한 이질적인 저항과 내부 분열로 인해 정치적, 문화적 혼란을 초래했다. 카카티야 정체의 구조는 해체되었고, 그들의 땅은 곧 레디스와 벨라마와 같은 공동체의 수많은 가문의 통제하에 놓이게 되었다. 1330년 초부터 카카티야 왕국의 군대 수장이었던 무수누리 나야카는 다양한 텔루구 씨족을 통합하고 델리 술탄국으로부터 와랑갈을 되찾아 반세기 동안 통치했다. 15세기에는 더 중요한 국가들에 둘러싸여 이 새로운 독립체들은 바흐마니 술탄국과 상가마 왕조에게 양도되었고, 후자는 비자야나가라 제국으로 발전했다.
프라타파루드라 2세의 형제인 안나마라자는 인도 제국 시대 동안 결국 바스타르의 번왕국이 된 지역을 통치한 것과 관련이 있다. 이것은 1703년에 지배 가문이 발표한 계보에서 비롯된 역사적 수정주의로 보이며, 거의 4세기 동안의 통치를 단 8세대에 걸쳐 기록하고 있기 때문이다. 이러한 수정주의와 카카티야와의 희박한 연결 주장은 드물지 않았는데, 이는 통치권과 전사 신분을 정당화하는 것으로 여겨졌기 때문이다. 탤벗은 안나마데바라는 형제에 대한 기록이 있으며 다음과 같이 언급한다.
그는 프라타파루드라의 아들에게 왕위를 물려준 후 [오루갈루]를 떠나 북동쪽으로 갔다고 한다. 따라서 바스타르에서 가문의 운명을 개척한 인물은 카카티야에 대한 통용되는 전설에 익숙했던 텔랑가나 출신의 텔루구 전사였을 가능성이 높다.

탤벗과 이튼에 따르면, 프라타파루드라 2세 자신에 대한 수정주의적 해석은 그의 죽음 후 몇 년 안에 훨씬 더 빨리 나타났으며, 대체로 비슷한 이유에서였다. 1330년의 석각 비문에는 프라타파루드라 시대처럼 질서를 회복했다고 알려진 프롤라야 나야카가 언급되어 있다. 그는 자신과 프라타파루드라를 모두 의로운 군주로 묘사하면서 프라타파루드라의 삶과 경력을 긍정적으로 재구성함으로써 자신을 프라타파루드라의 정당한 후계자로 내세웠다. 1420년까지 무슬림 통치자들은 데칸 사회에 적응했고, 힌두교도와 무슬림 사이의 강한 이분법은 더 이상 유용하지 않았다. 무슬림 통치자들은 더 이상 프라타파루드라 인물과 정반대되는 존재로 여겨지지 않고, 동등한 지위의 통치자로 여겨졌다.
탤벗이 "사회적 기억"이라고 묘사하고 오늘날까지 지속되는 이러한 유형의 수정주의는 16세기에 프라타파루드라 차리트라무 성인전과 함께 다시 나타났는데, 이 성인전은 그를 파드마나야카 계급의 텔루구 전사의 설립자로 주장했으며, 비자야나가라 제국의 엘리트들에게 탤벗이 "정당성의 헌장"이라고 묘사한 것을 제공했다. 이 작품은 모든 합리적인 증거와는 반대로, 그가 포로로 잡힌 후 죽지 않고 술탄을 만나 시바의 아바타라로 인정받았고 오루갈루로 돌아올 수 있었다고 주장한다. 집에 돌아온 프라타파루드라 차리트라무는 그가 파드마나야카들을 자신에 대한 충성에서 해방시키고 독립적인 왕이 되라고 말했다고 한다. 이 작품은 또한 비자야나가라가 프라타파루드라의 동맹이라고 주장하는데, 이는 명백히 시대착오적이지만, 그 시대에 궁극적으로 비자야나가라에 종속되었다고 주장하는 파드마나야카들의 역할을 격상시키는 목적에 부합했다.

## 같이 보기
- 라마파 사원
- 카카티야 칼라 토라남

### 설명주
1. ↑  Sharma (1957, 234쪽): "다마의 아들인 베나마는 1303년 알라웃딘 할지가 텔랑가나를 처음 침공했을 때 그의 군대를 이끌고 튀르크 군대를 물리쳤을 것으로 추정된다. 튀르크 군대를 상대로 한 이 전투는 우파라팔리 전투에서 이루어졌는데, 포투간티 마일리가 적들을 도망치게 했다고 전해진다."
2. ↑  카카티야 주화에는 난디나가리 문자가 새겨져 있었다.(Prasad 1988, 9쪽)
3. ↑  Talbot (2001, 128쪽): "권력을 잡은 지 얼마 안 되어 루드라데바는 당시 카카티야의 수도였던 하남콘다에 천주사를 지었다. 1163년에 그 설립을 기록한 산스크리트 비문에는 루드라데바의 조상에 대한 정교한 계보가 포함되어 있다... 칼리야니의 찰루키야 왕조에 대한 언급을 생략한 루드라데바의 비문 중 가장 초기에 해당하므로, 우리는 사원 건설이 루드라데바가 스스로 종주로서의 새로운 지위를 기념하기 위한 것이라고 추정할 수 있다."
4. ↑  마르코 폴로는 이 왕국을 무트필리라고 불렀는데, 이는 왕조의 주요 항구 주변 지역의 이름으로, 현재 마칠리파트남으로 알려져 있다.(Chakravarti 1991)
5. ↑  Sharma (1957, 234쪽): "다마의 아들 벤나마는 아마도 1303년 알라웃딘 할지의 첫 번째 텔랑가나 침공 때 튀르크족을 격퇴하는 데 병력을 이끌었다. 튀르크 군대에 대한 이 성공은 우파라팔리 전투에서 일어났으며, 포투간티 마일리가 적들을 도망가게 했다고 전해진다."
6. ↑  안드라의 언어를 의미하는 andhra bhasa라는 용어는 적어도 1053년부터 텔루구어의 동의어로 나타났으며, 이는 언어와 지리의 상관관계가 나타나고 있음을 시사한다.(Eaton 2005, 13쪽) 인도의 지역에 대한 언어적 구분은 오늘날까지 이어져 1956년 주 재편성법의 일부를 형성했다.
7. ↑  카카티야 외에도 13세기경 남인도와 데칸의 지배적인 힌두 군주국은 야다바, 호이살라, 판디아였다. 야다바, 호이살라, 카카티야는 서찰루키아 왕조가 지배했던 지역을 분할했으며, 판디아는 이전에 촐라 제국의 지배하에 있던 땅을 통제했다.(Ventakaramanayya 1942, 1쪽)
8. ↑  Talbot (2001, 51쪽): "한 비문에는 다음과 같이 쓰여 있다: '온 세상이 칭송하고 네 번째 바르나에 속하는 카카티야 왕조가 그 다음에 생겨났다. 그 안에서 프로라라는 이름의 왕이 태어났는데, 그는 매우 현명하여 명성이 높았다.'... [소수의 비문에서는], 카카티야 왕조가 익슈바쿠를 거쳐 다샤라타와 라마로 이어지는 고대 크샤트리야의 태양 왕조와 연결된다... 카카티야 왕조의 바르나 계급에 대한 일관성 부족은 주목할 만하며, 그들의 크샤트리야 주장이 주로 브라만에게 준 선물과 관련된 문서에서 제시되었다는 사실도 그러하다."
9. ↑  Chattopadhyaya (1998, 57–58쪽)는 프롤라야 나야카의 빌라사 기증서를 인용한다: "카카티 가문의 프라타파루드라가 통치할 때, 야야티, 나바가, 바기라타와 같은 과거의 유명한 통치자들조차 완전히 잊혀졌다."... "태양, 즉 프라타파루드라가 지자, 세상은 투르스카의 어둠에 휩싸였다. 그가 그때까지 억제했던 악(아다르마)은 그들에게 매우 유리한 조건에서 번성했다."

### 참조주
1. ↑  Dr. Mamidi, Harikrishna (2023년 10월 19일). “Rise and fall of Kakatiyas, turning point in Indian history”. 《Telangana Today》 (미국 영어). 2023년 10월 19일에 원본 문서에서 보존된 문서. 2023년 10월 30일에 확인함.
2. 1 2  Ventakaramanayya 1942, 1–2쪽.
3. ↑  For a map of their territory see: Schwartzberg, Joseph E. (1978). 《A Historical atlas of South Asia》. Chicago: University of Chicago Press. 147, map XIV.3 (b)쪽. ISBN 0226742210. 2021년 6월 5일에 원본 문서에서 보존된 문서. 2024년 2월 2일에 확인함.
4. 1 2 3  T. V., Mahalingam (1957). 《Seuna-Kakatiya》. 150쪽.
5. ↑  Talbot 2001, 178쪽; Eaton 2005, 26–27쪽; Chattopadhyaya 1998, 57–59쪽
6. ↑  Singh, B. Satyanarayana (1999). 《The Art and Architecture of the Kākatīyas》 (영어). Bharatiya Kala Prakashan. 33, 65쪽. ISBN 978-81-86050-34-7.
7. 1 2  Sircar 2008, 241쪽.
8. ↑  Gajjala, Vasanta Lakshmi (2023). 《Epigraphia Telanganica》 (영어) 2판. Hyderabad: SRAS publications. 304쪽.
9. ↑  Sharma 1957, 196쪽.
10. 1 2 3  Sastry 1978, 24–25쪽.
11. 1 2 3  Sharma 1957, 197쪽.
12. ↑  Sastry 1978, 22–23쪽.
13. ↑  Sastry 1978, 22쪽.
14. ↑  Sastry 1978, 22, 37쪽.
15. ↑  Gajjala, Vasanta Lakshmi (2023). 《Epigraphia Telanganica》 (영어) 2판. Hyderabad: SRAS publications. 304쪽.
16. ↑  Sastry 1978, 23쪽.
17. ↑  Sastry 1978, 3–6쪽.
18. ↑  Talbot 2001, 11, 17, 19쪽.
19. ↑  “Tamil Inscription From Kakatiya Era Found In Medieval AP Port Town”. 《타임스 오브 인디아》 (영어). 2021년 8월 2일.
20. ↑  Sastry 1978, 8–12쪽.
21. ↑  Sastry 1978, 12쪽.
22. ↑  Sastry 1978, 12–13쪽.
23. ↑  Gajjala, Vasanta Lakshmi (2023). 《Epigraphia Telanganica》 (영어) 2판. Hyderabad: SRAS publications. 51, 304쪽.
24. ↑  Talbot 2001, 53쪽.
25. 1 2  Talbot 2001, 51쪽.
26. ↑  Sastry 1978, 29쪽.
27. ↑  Sastry 1978, 27쪽.
28. ↑  Sastry 1978, 27–29쪽.
29. ↑  《Arch. Series》 (영어). Government of Andhra Pradesh, Department of Archaeology. 1960.
30. ↑  Sastry 1978, 2, 39–40쪽.
31. 1 2  Sastry 1978, 16쪽.
32. ↑  Sastry 1978, 30쪽.
33. ↑  Sastry 1978, 17–18쪽.
34. ↑  Sastry 1978, 17쪽.
35. ↑  Sastry 1978, 18–19쪽.
36. 1 2  Sastry 1978, 19쪽.
37. 1 2  Sastry 1978, 20쪽.
38. ↑  Sastry 1978, 20–21쪽.
39. 1 2  Sastry 1978, 21쪽.
40. ↑  Sastry 1978, 19, 25쪽.
41. 1 2 3  Sastry 1978, 25쪽.
42. ↑  Sastry 1978, 45쪽.
43. ↑  Sastry 1978, 37쪽.
44. ↑  Sastry 1978, 37–39쪽.
45. ↑  Sastry 1978, 39쪽.
46. ↑  Sastry 1978, 39–42쪽.
47. ↑  Sharma 1957, 199쪽.
48. ↑  Sastry 1978, 46쪽.
49. ↑  Yazdani 1960, 578쪽.
50. ↑  Sastry 1978, 48–49쪽.
51. 1 2 3 4 5 6  Sastry 1978, 36쪽.
52. ↑  Sastry 1978, 6쪽.
53. 1 2  Sircar 1979, 130쪽.
54. ↑  Prasad 1988, 119, 124쪽.
55. ↑  Talbot 2001, 184쪽.
56. 1 2 3  Eaton 2005, 13쪽.
57. 1 2 3  Eaton 2005, 17쪽.
58. ↑  Desai 1962.
59. ↑  Kalia 1994, 21쪽.
60. 1 2  Sen, Sailendra (2013). 《A Textbook of Medieval Indian History》. Primus Books. 56–58쪽. ISBN 978-9-38060-734-4.
61. 1 2  Rubiés 2000, 73쪽.
62. ↑  Rubiés 2000, 50, 73쪽.
63. ↑  Suryanarayana 1986, 163쪽.
64. 1 2  Eaton 2005, 16쪽.
65. ↑  Eaton 2005, 9–11쪽.
66. 1 2  Asher & Talbot 2006, 40쪽.
67. ↑  M. v Rajagopal (1976). 《Andhra Pradesh District Gazetteers:Volume 19》. Andhra Pradesh (India).
68. ↑  Marmaduke Pickthall, Muhammad Asad (1981). 《Islamic Culture:Volumes 55-56》.
69. ↑  Kulke & Rothermund 2004, 160 "An earlier attack on Warangal in 1304 had been unsuccessful."쪽.
70. ↑  K. K. Nair (2013). 《By Sweat and Sword》. KK Nair. 63쪽. ISBN 9788173049736.
71. ↑  Eaton 2005, 17–18쪽.
72. ↑  《Gujarat State Gazetteer:Part 1》. 1989. 164쪽.
73. ↑  Eaton 2005, 18–19쪽.
74. ↑  《Proceedings - Punjab History Conference Volume 1》. Punjabi University. Dept. of Punjab Historical Studies. 1966. 152쪽.
75. ↑  Satish Chandra (2004). 《Medieval India: From Sultanat to the Mughals-Delhi Sultanat (1206-1526) - Part One》. Har-Anand Publications. 95쪽. ISBN 9788124110645.
76. ↑  Eaton 2005, 20–21쪽.
77. 1 2  Talbot 2001, 176쪽.
78. 1 2  Rao & Shulman 2012, 17쪽.
79. ↑  Rao & Shulman 2002, 4쪽.
80. ↑  Eaton 2005, 14쪽.
81. ↑  Eaton 2005, 14–15쪽.
82. ↑  Eaton 2005, 12쪽.
83. ↑  Subrahmanyam 1998.
84. ↑  Eaton 2005, 15–16쪽.
85. ↑  Talbot 2001, 50–52쪽.
86. ↑  Talbot 2001, 174쪽.
87. ↑  Sastry 1978, 24쪽.
88. ↑  Sastry 1978, 30–36쪽.
89. ↑  Asher & Talbot 2006, 43쪽.
90. 1 2  Rao & Shulman 2012, 16쪽.
91. ↑  Talbot 2001, 177쪽.
92. ↑  Talbot 2001, 177–182쪽.
93. ↑  Eaton 2005, 22쪽.
94. ↑  Talbot 2001, 192–193쪽.
95. ↑  Eaton 2005, 26–27쪽.
96. ↑  Eaton 2005, 27–28쪽.
97. ↑  Eaton 2005, 28–29쪽.

## 서지
- Asher, Catherine B.; Talbot, Cynthia, 편집. (2006), 〈The expansion of Turkic power, 1180–1350〉, 《India before Europe》, Cambridge University Press, ISBN 978-0-52180-904-7
- Chakravarti, Ranabir (1991), “Horse Trade and Piracy at Tana (Thana, Maharashtra, India): Gleanings from Marco Polo”, 《Journal of the Economic and Social History of the Orient》 34 (3): 159–182, doi:10.2307/3632243, JSTOR 3632243
- Chattopadhyaya, B. D. (1998), 《Representing the Other? Sanskrit Sources and the Muslims》, New Delhi: Manohar, ISBN 978-8173042522
- Desai, V. R. M. (1962), “Savings in Ancient Hindu Polity”, 《The Indian Journal of Political Science》 23 (1/4): 268–276, JSTOR 41853935
- Eaton, Richard M. (2005), 《A Social History of the Deccan: 1300–1761》, Cambridge University Press, ISBN 978-0-52125-484-7
- Jackson, Peter (2003), 《The Delhi Sultanate: A Political and Military History》 Reprint판, Cambridge University Press, ISBN 978-0-52154-329-3
- Kalia, Ravi (1994), 《Bhubaneswar: From a Temple Town to a Capital City》, Southern Illinois University Press
- Kulke, Hermann; Rothermund, Dietmar, 편집. (2004) [1986], 《A History of India》 4판, Routledge, ISBN 978-0-41532-920-0
- Prasad, G. Durga (1988), 《History of the Andhras up to 1565 A. D.》 (PDF), Guntur: P. G. Publishers
- Rao, S. Nagabhushan, 편집. (1993). 《Cultural Heritage of the Kakatiyas: A Medieval Kingdom of South India》. Warangal: District Council for Cultural Affairs.
- Rao, P. (1994), 《History and Culture of Andhra Pradesh》, Sterling
- Rao, Velcheru Narayana (2003), 〈Court, Temple, and Public〉,   Pollock, Sheldon, 《Literary Cultures in History: Reconstructions from South Asia》, University of California Press
- Rao, Velcheru Narayana; Shulman, David, 편집. (2002), 《Classical Telugu Poetry: An Anthology》, University of California Press
- Rao, Velcheru Narayana; Shulman, David (2012), 《Srinatha: The Poet Who Made Gods and Kings》, Oxford University Press
- Rubiés, Joan-Pau (2000), 《Travel and Ethnology in the Renaissance: South India through European Eyes, 1250–1625》, Cambridge University Press
- Sastry, P. V. Parabhrama (1978).  N. Ramesan, 편집. 《The Kākatiyas of Warangal》. Hyderabad: Government of Andhra Pradesh. OCLC 252341228.
- N. Venkataramanayya; P. V. P. Sastry (1957). 〈The Kākatīyas〉.   Sharma, R.S. 《A Comprehensive history of India: A.D. 985–1206》. 4 (Part 1) 1987 reprint판. Indian History Congress / People's Publishing House. ISBN 978-81-7007-121-1.
- Sircar, D. C. (1979), 《Some Epigraphical Records of the Medieval Period from Eastern India》, Abhinav Publications, ISBN 978-8-17017-096-9
- Sircar, D. C. (2008) [1968], 《Studies in Indian Coins》 Reprint판, Motilal Banarsidass, ISBN 978-8-12082-973-2
- Subrahmanyam, Sanjay (1998), “Hearing Voices: Vignettes of Early Modernity in South Asia, 1400–1750”, 《Daedalus》 127 (3): 75–104, JSTOR 20027508
- Suryanarayana, Kolluru (1986), 《History of the Minor Chaḷukya Families in Medieval Andhradesa》, B. R. Publishing, ISBN 978-8-17018-330-3
- Talbot, Austin Cynthia (2001), 《Pre-colonial India in Practice: Society, Region, and Identity in Medieval Andhra》, Oxford University Press, ISBN 978-0-19803-123-9
- Ventakaramanayya, N. (1942), 《The Early Muslim Expansion in South India》, University of Madras
- Venkataramanayya, N.; Sarma, M. Somasekhara (1960). 〈The Kakatiyas of Warangal〉.   Yazdani, Ghulam. 《The Early History of the Deccan Parts VII–XI》. VIII: Yādavas of Seuṇadeśa. Oxford University Press. ISBN 9788170691259. OCLC 59001459.

## 더 읽어보기
- Talbot, Cynthia (May 1991). 《Temples, Donors, and Gifts: Patterns of Patronage in Thirteenth-Century South India》. 《The Journal of Asian Studies》 50. 308–340쪽. doi:10.2307/2057210. JSTOR 2057210. S2CID 161557646.
- Talbot, Cynthia (2018). 〈Kākatīya dynasty〉.   Fleet, Kate; Krämer, Gudrun; Matringe, Denis; Nawas, John; Rowson, Everett. 《Encyclopaedia of Islam》 3판. Brill Online. ISSN 1873-9830.